# The Mercury Phoenix Trust
The Mercury Phoenix Trust is een stichting die wereldwijd tegen aids vecht.
Na het overlijden van Queen-zanger Freddie Mercury aan aids-gerelateerde ziekten in Londen op 24 november 1991 organiseerden de overgebleven Queen-leden en manager Jim Beach het Freddie Mercury Tribute Concert for AIDS Awareness, waarvan de opbrengsten werden gebruikt om de stichting op te starten.
De trustees zijn Queenleden Brian May en Roger Taylor, Mary Austin (lange tijd de vriendin van Mercury) en manager Jim Beach.